# Walter Gabathuler
Walter Gabathuler (Wartau, 20 de junio de 1954) es un jinete suizo que compitió en la modalidad de salto ecuestre.
Ganó seis medallas en el Campeonato Europeo de Saltos Ecuestres entre los años 1975 y 1988. Participó en los Juegos Olímpicos de Seúl 1988, ocupando el séptimo lugar en la prueba por equipos.

## Palmarés internacional
| Campeonato Europeo | Campeonato Europeo      | Campeonato Europeo | Campeonato Europeo |
| Año                | Lugar                   | Medalla            | Categoría          |
| ------------------ | ----------------------- | ------------------ | ------------------ |
| 1975               | Múnich (RFA)            | Medalla de plata   | Por equipos        |
| 1981               | Múnich (RFA)            | Medalla de plata   | Por equipos        |
| 1983               | Hickstead (Reino Unido) | Medalla de oro     | Por equipos        |
| 1985               | Dinard (Francia)        | Medalla de plata   | Por equipos        |
| 1987               | San Galo (Suiza)        | Medalla de bronce  | Por equipos        |
| 1989               | Róterdam (Países Bajos) | Medalla de bronce  | Por equipos        |